# Luftsprudelanlage
Luftsprudelanlagen dienen dazu, in einem Gewässer oder einem wassergefüllten Becken aufsteigende Luftblasen zu erzeugen. Einen technischen Nutzen haben Luftsprudelanlagen als Schutzsystem im Wasserbau, dort insbesondere im Bereich von Schleusen, Anlegern und technischen Einbauten. Im Schwimmbadbau, besonders in Freizeitbädern, kommen Luftsprudelanlagen als gestalterische Elemente oder zur Massage der Besucher zum Einsatz.

## Funktionsweise
Alle Luftsprudelanlagen, unabhängig vom Einsatzbereich, arbeiten nach dem gleichen Prinzip. Luft wird mit Hilfe von einem oder mehreren Kompressoren unter Druck in ein Schlauch- oder Rohrleitungssystem geleitet, das am oder im Boden des Gewässers oder des Beckens verlegt ist. Die Leitungen sind an den Stellen, an denen die Luft sprudeln soll, mit kleinen Löchern versehen. Mit zunehmender Länge der perforierten Leitung erhöht sich die benötigte Kompressorleistung. Der technische Einsatz von Luftsprudelanlagen ist oftmals eine deutlich günstigere Alternative zu, wenn überhaupt möglich, eisfesten Konstruktionen.

## Luftsprudelanlagen im Wasserbau

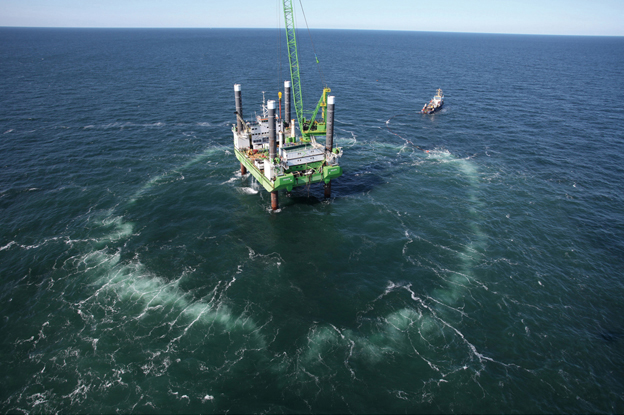
Schallreduzierung bei Rammarbeiten

Im Wasserbau werden aufsteigende Luftblasen zum einen dafür eingesetzt, eine Eisbildung an der Wasseroberfläche zu verhindern. Solche Anlagen werden auch als Druckluft-Eisfreihalteanlagen bezeichnet. Die Blasen halten das Wasser in Bewegung und erzeugen eine aufwärts gerichtete Strömung, wodurch im Winter an der Gewässersohle befindliches, wärmeres Wasser an die Oberfläche befördert wird. Eine Vereisung wird dadurch im unmittelbaren Umfeld der sprudelnden Luft verhindert. Solche Luftsprudelanlagen sind meist linienförmig angeordnet und halten z. B. Bereiche um Schleusentore herum eisfrei und sorgen dafür, dass diese Tore auch bei Frost ohne Einschränkungen bewegt werden können. Ein weiteres Beispiel ist die Eisfreihaltung von Yachthäfen im Bereich der Schiffsanleger.
Zum anderen stellen, ebenfalls linienförmig angeordnet, die Blasen aus einer Luftsprudelanlage eine Barriere für Treibgut dar, die dennoch ohne weiteres von Wasserfahrzeugen durchquert werden kann. So können durch Luftsprudelanlagen bewegliche Einbauten, z. B. bei Schleusen, vor Treibgut geschützt werden.
Luftsprudelanlagen kommen außerdem bei lauten Arbeiten auf Baustellen für Offshorebauwerke, z. B. während des Rammens von Pfählen, und der Kampfmittelbeseitigung unter Wasser durch Sprengung zum Einsatz. Hierbei wird ein Blasenschleier um die Lärmquelle herum gelegt, um die Ausbreitung von Schall zu dämpfen. Diese Maßnahmen dienen dem Schutz von Meerestieren, die durch die hohen Geräuschpegel gestört werden können. Diese Luftsprudelanlagen kommen während der Bauzeit zum Einsatz und werden nach der Fertigstellung wieder abgebaut.

## Luftsprudelanlagen im Schwimmbadbau
Im Schwimmbadbau kommen Luftsprudelanlagen in verschiedenen Bereichen zum Einsatz. Beispiele sind Luftblasensäulen in Beckenmitte oder Whirlpoole, in die vollflächig Luftblasen eingebracht werden.